# Alexia Dubié
Pour les articles homonymes, voir Dubié.
Alexia Dubié, née Alexia Plagnard le 2 janvier 1990 à Aix-en-Provence (Bouches-du-Rhône), est une joueuse de basket-ball française jouant au poste de meneuse.

## Biographie
Après deux saisons passées à Challes-les-Eaux, le club disparaît du haut niveau après avoir échoué à négocier sa fusion avec Lyon. Alexia Plagnard, Sara Chevaugeon, Mistie Mims et Danielle Page rejoignent Lyon après le renoncement de Challes.
Après deux ans à Lyon (,3 points, 2 rebonds, 1,5 interception et 2,7 passes décisives pour 5,2 d’évaluation en LFB en 2013-2014), elle signe à Basket Landes pour remplacer Olivia Époupa.
Elle, son équipière à Basket Landes Céline Dumerc et le rugbyman Yann Brethous prêtent leur image à une campagne d’affichage visant à lutter contre les discriminations envers les personnes séropositives en décembre 2016.
Diminuée par une blessure à la voûte plantaire (2,5 points et 3,3 passes en 21′ de moyenne), elle doit mettre un terme à sa saison fin novembre 2018.
Après cinq saisons à Basket Landes, elle signe au printemps 2019 pour Tango Bourges Basket, où elle retrouve Olivier Lafargue qui l'a dirigée trois saisons dans les Landes. Après une seule saison dans le Berry, elle signe pour Saint-Amand, club qu'elle aide à arracher le maintien en LFB pour annoncer prendre sa retraite sportive en avril 2021.

## Équipe nationale
Elle figure dans la présélection de l'équipe de France pour l'Euro 2013.

## Vie privée
Elle se marie en juin 2019 avec, le joueur de rugby à XV, Jean-Baptiste Dubié avec qui elle partage sa vie depuis 2015. 
Lors de sa première saison avec le Tango Bourges Basket en 2019, elle choisit de porter son nom d'épouse sur son maillot.

## Clubs
- 2000-2005 : BO.Puéchen (Le Puy Ste Réparade 13)
- 2003-2005 : Equipe jumelage BO.Puéchen/Pertuis
- 2005-2008 : Centre fédéral
- 2008-2010 : Montpellier (LFB)
- 2010-2012 : Challes-les-Eaux Basket (LFB)
- 2012-2014 : Lyon (LFB)
- 2014-2019 : Basket Landes (LFB)
- 2019-2020 : Tango Bourges Basket (LFB)
- 2020-2021 : Saint-Amand Hainaut Basket (LFB)

## Sélections nationales
compétitions de jeunes
- 2010 : Championnat d'Europe Juniors Féminines (août 2010)
- 2009 : Championnat du Monde Juniors Féminines : 7e
- 2008 : Championnat d'Europe Juniors Féminines : 4e
- 2006 : Championnat d'Europe Cadettes : 5e

## Palmarès
- MVP espoir de Ligue Féminine 2010[2].
- Vainqueur du Challenge Round 2014[11]

## Statistiques
- Moyennes statistiques par match en saison régulière en LFB[12]

| Saison    | Équipe           | Matches | Eval. | % Tirs | % 3-pts | % L-F. | Rbds | Pass.déc. | Int. | Ctr. | Pts |
| --------- | ---------------- | ------- | ----- | ------ | ------- | ------ | ---- | --------- | ---- | ---- | --- |
| 2008-2009 | Montpellier      | 27      | 2,7   | 41,9 % | 35,0 %  | 66,7 % | 1,0  | 1,0       | 0,8  | 0,1  | 2,8 |
| 2009-2010 | Montpellier      | 25      | 5,5   | 44,6 % | 30,8 %  | 89,5 % | 1,7  | 2,0       | 1,3  | 0,0  | 4,6 |
| 2010-2011 | Challes les Eaux |         |       | %      | %       | %      |      |           |      |      |     |